# Centre d'Action Laïque
Het Centre d'Action Laïque (CAL; Nederlands: Centrum voor Seculiere Actie) is sinds 1969 de koepel van 28 vrijzinnige verenigingen in Franstalig België. Het is geïntegreerd in de Centrale Vrijzinnige Raad (Conseil Central Laïque), dat ook deMens.nu (vroeger UVV) in Vlaanderen coördineert.

## Filosofische grondslagen
Het CAL stelt dat een seculiere staat of systeem alle burgers volgens dezelfde normen behandelt of hen dezelfde rechten en plichten geeft, ongeacht hun religie en hun filosofische overtuigingen. 
In Franstalig België wordt de term laïcité ("seculariteit" of "secularisme") zowel gebruikt om de seculiere beweging te duiden die verenigingen en individuen groepeert die, naast hun inspanningen ten gunste van de seculariteit van de staat, een voorstelling van het leven delen die vrij is van enige verwijzing naar het bovennatuurlijke. Naast de traditionele geloofsgemeenschappen erkent en financiert de Belgische Staat de niet-confessionele gemeenschap. Het laïcité-concept steunt universaliteit, gelijkheid en non-discriminatie tussen mensen.
De laïques ("secularisten") werken samen om te verzekeren dat de staat, haar wetten en organisatie deze waarden verdedigt. Dit idee van secularisme als basis van gemeenschappelijke waarden is een van de democratische beginselen die moderne staten regeren. Het vertrouwt vooral op de principes geuit in de Universele Verklaring van de Rechten van de Mens.

## Activiteiten
Het Centre d'Action Laïque (CAL) is een vereniging zonder winstoogmerk (vzw), opgericht op 29 maart 1969. Het verzekert de verdediging en bevordering van secularisme in Franstalig België.
Door zijn verschillende regionale en lokale entiteiten is het CAL betrokken in het stadsleven. Het denkt en debatteert over en handelt naar alle aspecten van het leven en de samenleving: gendergelijkheid, onderwijs, het begin en einde van het leven, interculturele betrekkingen, opsluiting, verslaving, vrijheid... Zijn principes zijn solidariteit en het bevorderen van kritisch denken.

## Organisatie
Het CAL verenigt 7 regionale afdelingen en coördineert 28 secularistische verenigingen. De regionale CAL-afdelingen zijn per provincie georganiseerd, met uitzondering van Henegouwen dat er twee heeft (Bergen en Charleroi) en Brussel (hetgeen geen provincie is). Elke lokale vestiging bepaalt voorkeursgebieden om zich op te richten en definieert haar organisatie volgens haar eigen omgeving, publiek en doelstellingen.
Het Vlaamse equivalent van het CAL is deMens.nu. Samen vormen ze Centrale Vrijzinnige Raad (CVR), het representatieve orgaan van de niet-religieuze gemeenschap van België.
Op Europees niveau is het Centre d'Action Laïque lid van de Europese Humanistische Federatie (EHF). Op wereldniveau is het lid van de International Humanist and Ethical Union (IHEU).

## Publicaties
Het Centre d'Action Laïque publiceert het maandblad Espace de libertés ("Ruimte van vrijheden"), Outils de réflexion ("Nadenkgereedschap"), de essaycollectie Liberté, j'écris ton nom ("Vrijheid, ik schrijf jouw naam") en verschillende werken waaronder Découvrir la laïcité ("Het secularisme ontdekken"). Het produceert ook audiovisuele uitzendingen Libres, ensemble ("Vrij, samen").

## Voorzitters
- 1972–1975: Paul Backeljauw
- 1975–1983: Georges Liénard
- 1983–1987: Jean Michot
- 1987–2006: Philippe Grollet
- 2006–2014: Pierre Galand
- 2014–2020: Henri Bartholomeeusen[7]
- 2020-heden: Véronique De Keyser